# Bergenstråhle
Bergenstråhle, även Bergenstråle, är en svensk månghövdad ätt som blev adlig 1719 och introducerad 1720 på Sveriges riddarhus som nummer 1 696. Släkten innefattar genom giftermål två befryndande släktgrenar: en från Småland, som förut hette Wetterberg och en annan från Östergötland, som förut hette Rudman, Rydelius och Ryderus.

## Vapenbeskrivning
En skiöld af guld, hvaröfver går en röd bande, mit uppå zijrad med et gyllände grijphufvud, öfver banden sees et blått martis tecken och under densamma et blåt berg. Ofvanpå skiölden står en öpen tornerhielm, utur hvilken upskiuta tre gyllende stråhlar emellan tvenne utslagne vingar, hvaraf den högre är blå och den vänstra af röd färg. Crantzen och löfvärket är af guld, blåt och rödt, aldeles som det här åfvan stående med sine egentelige färgor afmålade vapen sådant utvissar.
(Sköldebrevsavskrifter 7: 124. RHA.)

## Personer med efternamnet Bergenstråhle
- Carl Bergenstråhle (1909–1977), diplomat och jurist
- Claes Gabriel Bergenstråhle (1787–1864), överste
- Edvard Bergenstråhle (1864–1954), kammarherre
- Eric Bergenstråhle (1889–1942), bankman
- Fredrik Bergenstråhle (1926–2005), diplomat
- Gabriel Bergenstråhle (1665–1729), brukspatron
- Georg Bergenstråhle (1872–1943), överste
- Gillis Bergenstråhle (1855–1919), överste
- Gustaf Bergenstråhle (1771–1829), general
- Gösta Bergenstråhle, flera personer
  - Gösta Bergenstråhle (1841–1910), general
  - Gösta Bergenstråhle (1891–1978), överste
- Joachim Bergenstråhle (född 1958), manusförfattare, regissör och lektor
- Johan Bergenstråhle, förgreningssida
  - Johan Bergenstråhle (fältherre) (1756–1840), general
  - Johan Bergenstråhle (regissör) (1935–1995)
- Johanna Bergenstråhle (född 1972), filmproducent
- Marie-Louise De Geer Bergenstråhle (född 1944), konstnär, filmare och teaterchef, se Marie-Louise Ekman
- Wilhelm Bergenstråhle, förgreningssida
  - Wilhelm Bergenstråhle (militär) (1856–1913), överste
  - Wilhelm Bergenstråhle (ämbetsman) (1871–1949), byråchef